# Pedro Ocón de Oro
- Oiga, don Pedro, ¿de dónde saca usted ese ingenio para hacer tantos crucigramas, sopas de letras, pasatiempos ..?
Pedro Ocón de Oro (Madrid, 1932 - ibíd.,  27 de junio de 1999) fue el creador e inventor de numerosos pasatiempos -más de 600.000- en lengua española, publicados en libros y en el diario ABC. Entre ellos destaca su numerosa colección de jeroglíficos.
Con sólo 16 años ganó el concurso de crucigramas del diario Madrid, y ese mismo año comenzó a crear sus propios pasatiempos, campo en el que fue prolífico en sus cuarenta años de dedicación al oficio. El oconograma, el cuadrograma y la transfusión de letras fueron también creaciones suyas.[cita requerida]
Sus creaciones se publicaron en numerosos periódicos españoles e iberoamericanos, así como en las cuatro publicaciones que él mismo dirigió: Pasatiempos de Oro (1958), Crucigramas Oconoro (1968), Sopa de letras (1976) y Juegoramas.
Sus hijas Chelo y Paloma han proseguido su labor hasta nuestros días.